# Чемпионат Беларуси по шашечной композиции 2012
Чемпионат Белоруссии по шашечной композиции 2012 года, оригинальное название — Второй этап XVI чемпионата Беларуси по шашечной композиции — национальное спортивное соревнование по шашечной композиции. Организатор — комиссия по композиции Белорусской Федерации Шашек. Соревнования проходили заочно с 10 февраля 2012 года по 20 декабря 2012 года.
Выполнившим квалификационные разрядные нормы, согласно действующей ЕСК РБ, могли присваиваться разряды и звания по шашечной композиции.

## О турнире
Начиная с 1991 года, белорусские чемпионаты стали проводиться раз в два года, при этом разделив соревнования по русским и международным шашкам на ежегодные этапы чемпионата. Суммирования очков этапов не производилось. Таким образом, в XVI чемпионате Беларуси по шашечной композиции на 1-м этапе в 2011-м соревновались в русские шашки, а на 2-м этапе — в международные.
Чемпионат проводился в целях:
— Выявления лучших произведений, созданных за период с 1 апреля 2010 г. по 10 апреля 2012 г.
— Определения сильнейших шашечных композиторов республики за указанный период
— Повышения мастерства шашечных композиторов
— Популяризации шашек средствами шашечной композиции.
Соревнования проводились в 4 дисциплинах: миниатюры, проблемы, задачи, этюды.
Каждый участник может представить на чемпионат не более шести произведений (композиций) в разделе, созданных самостоятельно или в соавторстве, новых или опубликованных после 31 марта 2010 года. Если композиция является исправлением ранее забракованной, то автор должен привести первое место публикации позиции, которая исправляется и саму позицию с решением. Исправление и углубление ранее составленных и опубликованных композиций в сроках не ограничивается, но если она уже участвовала в чемпионатах Беларуси и получала положительную оценку, то предшествовавшая позиция будет рассматриваться как ИП. Допускались композиции, которые ошибочно не были оценены в предыдущих соревнованиях.
Коллективное произведение шло в зачет соавтору, представившему это произведение на данное соревнование. Композиции высылаются, как обычной, так и электронной почтой с полным решением в краткой записи: указанием композиционных ветвей, ложных следов и других комментариев, финалов в задачах, а также первоисточника, участия в других соревнованиях и полученных оценок. Для новых композиций указывается, что они не опубликованы.
Судейская бригада не имела право принимать участие ни в одном из разделов.

## Судейская коллегия
Состав:
- координатор — Виталий Ворушило (Беларусь)
- по три судьи в каждом разделе —

Этюды-100
Судьи: Михаил Цветов (Израиль), Алекс Моисеев (США), Катюха (Украина)
Задачи-100
Судьи: Юрий Голиков, Александр Полевой (Израиль), Александр Резанко (Беларусь)
Миниатюры — 100
Судьи: Геннадий Андреев (Латвия), Иван Ивацко (Украина), Валдас Беляускас (Литва)
Проблемы — 100
Судьи: Григорий Шестериков (Россия), Алекс Моисеев (США), Михаил Левандовский (Украина)

## Подведение итогов
Победители каждого раздела чемпионата определялись по сумме очков четырёх лучших (зачетных) композиций. При равенстве этих показателей победитель определяется по:
а) более высокой оценке лучшего произведения;
б) при равенстве этого показателя по более высокой оценке второго произведения за лучшим и т.д

## Ход турнира
В чемпионате 4 человека выиграли золотые медали. У Петра Шклудова (Новополоцк) — три медали: одна серебряная награда и две бронзовые.

## Спортивные результаты
Миниатюры-100.
 Александр Сапегин — 27,375 очка.  Виктор Шульга — 25,5.  Пётр Шклудов — 25,375. 4. Александр Ляховский — 24,75. 5. Александр Коготько — 24. 6. Владимир Сапежинский — 24. 7. Дмитрий Камчицкий — 23,75. 8. Леонид Витошкин — 23,625. 9. Пётр Кожановский — 23,625. 10. Николай Грушевский — 23,5. 12. Василий Гребенко — 12. 13. Юрий Мурадов — 6,125.
Проблемы-100.
 Виктор Шульга — 31,25.  Александр Сапегин — 28,375.  Пётр Шклудов — 27,875. 4. Николай Грушевский — 24,5. 5. Александр Ляховский— 24,25. 6. Иван Навроцкий — 23,125. 7. Виталий Ворушило — 23,125. 8. Леонид Витошкин — 22,5. 9. Дмитрий Камчицкий — 22,375. 10.Николай Крышталь — 22,125. 11. Александр Коготько — 21,75. 12. Григорий Кравцов — 21,5. 13. Пётр Кожановский — 20,75. 14. Владимир Сапежинский — 19,75. 15. Николай Лешкевич — 16,625. 16. Владимир Малашенко — 7. 17. Юрий Мурадов — 6,875. 18. В.Кравцов — 0.
Этюды-100.
 Леонид Витошкин — 24.  Пётр Шклудов — 22,875.  Владимир Сапежинский — 16,625. 4. Дмитрий Камчицкий — 15,375. 5. Василий Гребенко — 14,5. 6. Пётр Кожановский — 14,25. 7. Александр Ляховский — 13,625. 8. Александр Коготько — 6,5. 9. Виталий Ворушило — 4,875. 10. Виктор Шульга — 3,375.
Задачи-100.
 Анатолий Шабалин — 33,875.  Александр Ляховский — 28,25.  Александр Шурпин — 27,125. 4. Николай Крышталь — 18,375.5.Леонид Витошкин — 18,25. 6. Николай Бобровник — 15,875. 7. Владимир Сапежинский — 0.

## Награждение
Победителю каждого раздела присвоено звание чемпиона Республики Беларусь по шашечной композиции. Они награждены дипломами I степени, медалями. Участники, занявшие второе и третье места, награждены соответственно дипломами II и III степени, медалями.